# سارگیس ناجاریان
سارگیس آنوشاوانی ناجاریان (ارمنی: Սարգիս Անուշավանի Նաջարյան؛  زادهٔ ۱۲ ژوئیهٔ ۱۹۵۰) مترجم، بازیگر و مجری تلویزیونی اهل ارمنستان است.

## زندگی‌نامه
وی در ۱۲ ژوئیه ۱۹۵۰ در ایروان به دنیا آمد و از دانشگاه دولتی زبان‌ها و علوم اجتماعی بروسوف ایروان فارغ‌التحصیل گشت. همچنین برندهٔ جوایزی همچون مدال گارگین نژده، مدال یادبود نخست‌وزیر ارمنستان و روزنامه‌نگار شایسته جمهوری ارمنستان (۲۰۰۵) شده است.

## یادداشت
1. ↑  Հայաստանի Հանրապետության վաստակավոր լրագրող

## نگارخانه

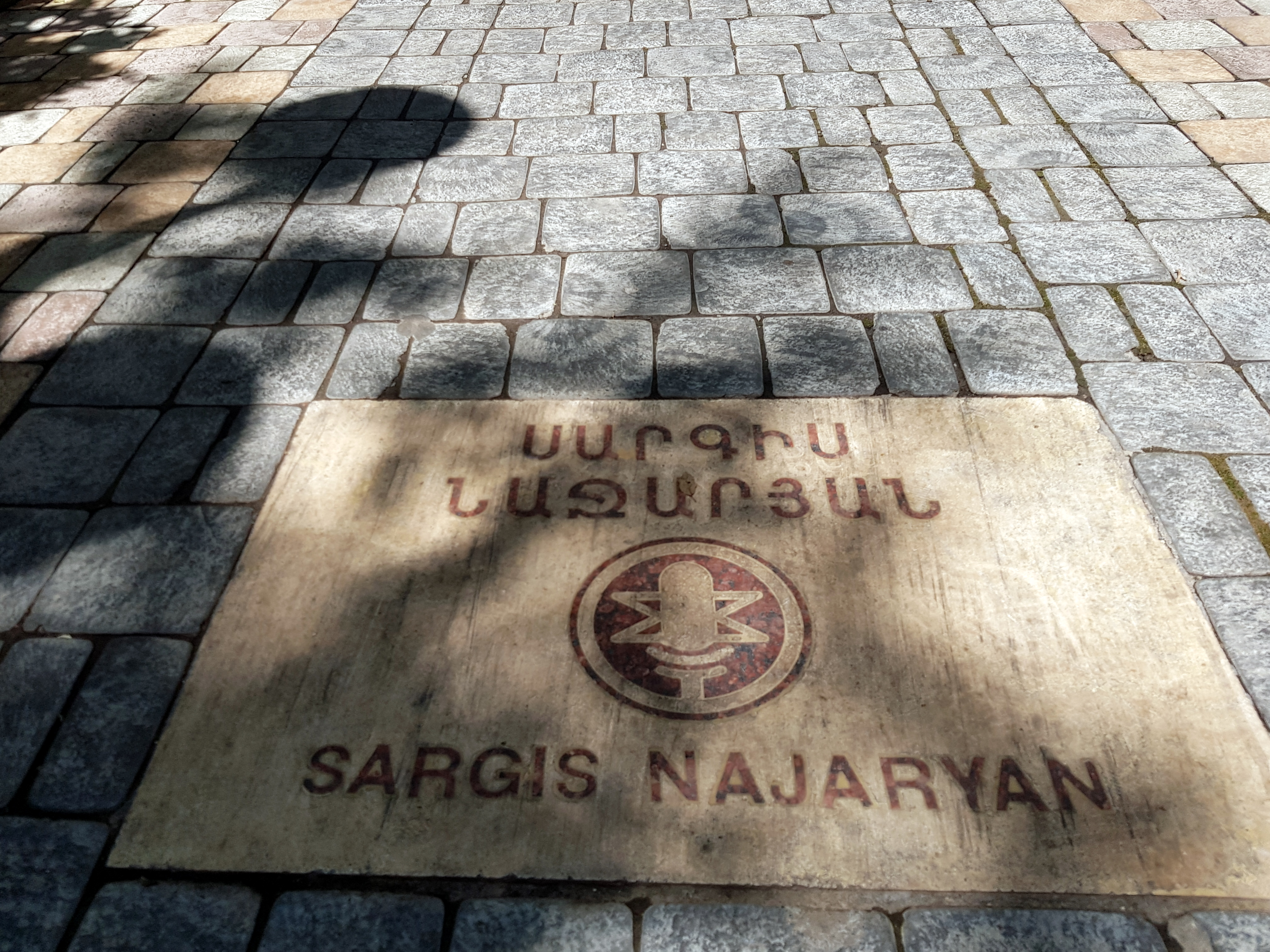